# NGC 6017
NGC 6017 é uma galáxia espiral (S) localizada na direcção da constelação de Serpens. Possui uma declinação de +05° 59' 56" e uma ascensão recta de 15 horas, 57 minutos e 15,4 segundos.
A galáxia NGC 6017 foi descoberta em 24 de Abril de 1830 por John Herschel.